# Terry O. Morse
Terry O. Morse est un monteur et réalisateur américain né le 30 janvier 1906 à Saint-Louis (Missouri) et mort le 19 mai 1984 à Newhall (Californie).

## Biographie

### Vie privée
Il est le père de Terry Morse Jr.

## Filmographie

### comme monteur
- 1928 : The Head Man d'Edward F. Cline
- 1929 : La Fille dans la cage de verre (The Girl in the Glass Cage)
- 1931 : The Right of Way de Frank Lloyd
- 1932 : Deux Secondes (Two Seconds) de Mervyn LeRoy
- 1935 : The Case of the Curious Bride
- 1935 : Sixième Édition (Front Page Woman)
- 1935 : La Dame en rouge (The Woman in Red)
- 1937 : Un homme a disparu (The Perfect Specimen)
- 1938 : L'École du crime (Crime School) de Lewis Seiler
- 1943 : L'Impossible Amour (Old Acquaintance)
- 1949 : Tulsa
- 1953 : Le Voleur de minuit (The Moonlighter)
- 1956 : Godzilla, King of the Monsters!
- 1956 : Curucu, Beast of the Amazon
- 1957 : Esclave des Amazones (Love Slaves of the Amazons) de Curt Siodmak
- 1958 : The Space Children
- 1961 : Sous le ciel bleu de Hawaï (Blue Hawaii)
- 1963 : Le Dernier de la liste (The List of Adrian Messanger)
- 1964 : Robinson Crusoé sur Mars (Robinson Crusoe on Mars) de Byron Haskin
- 1968 : Tiger by the Tail de R. G. Springsteen

### comme réalisateur
- 1939 : The Adventures of Jane Arden
- 1939 : On Trial
- 1939 : Waterfront
- 1940 : British Intelligence Service (British Intelligence)
- 1945 : Fog Island (L'ile de la brume)
- 1951 : Unknown World
- 1965 : Young Dillinger (en)